# Plexippus aper
Plexippus aper là một loài nhện trong họ Salticidae.
Loài này thuộc chi Plexippus. Plexippus aper được Tord Tamerlan Teodor Thorell miêu tả năm 1881.